# Adolphe Javal
Louis Adolphe Javal est un médecin et écrivain français né le 11 juin 1873 dans le 16e arrondissement de Paris et mort en déportation en mai 1944 à Auschwitz.

## Biographie
Professeur de médecine, spécialiste de biochimie, Adolphe Javal est le fils du docteur Émile Javal (1839-1907), membre de l’Académie de médecine, député de l'Yonne et de Maria-Anna Elissen (1847-1933). En 1904, il obtient le prix Desportes (thérapeutique médicale). Passionné d’agriculture, il réside la plupart du temps dans la propriété familiale de Vauluisant (Yonne) et publie La Confession d’un agriculteur (1929).
Ambitionnant de prolonger la carrière politique de son père et de son grand-père, il se présente plusieurs fois aux élections sénatoriales dans l’Yonne, sans succès.
Adolphe Javal est l’auteur de nombreuses publications médicales ou agronomiques, d’un ouvrage sur la Première Guerre mondiale, intitulé avec humour La Grande Pagaïe (1937), et d’un autre sur les démêlés des citoyens ordinaires avec l’administration : Mes luttes avec M. Lebureau : la confession d’un administré (1930).
Adolphe Javal est mort en déportation avec sa femme Mathilde (née Helbronner, sœur de Jacques et Paul Helbronner) et leur fille Isabelle, en 1944. Réfugiés à Villeneuve-l'Archevêque (Yonne), ils sont arrêtés parce que juifs et gazés à Auschwitz (convoi 69 du 7 mars 1944, pour Mathilde Javal et Isabelle Javal, et convoi 74 du 20 mai 1944 pour Adolphe Javal). Sa fille Sabine (épouse de Marcel Schwob d'Héricourt, fils de James Schwob d'Héricourt) est déportée par le convoi 62 du  20 novembre 1943 et meurt quant à elle en déportation à Auschwitz le 23 novembre 1943.
Il fait partie des 197 écrivains morts pour la France en 1939-1945 et dont les noms sont gravés sur un cénotaphe dans le Panthéon.